# ماریلیا
ماریلیا (به پرتغالی: Marília) یک شهر و شهرستان برزیل در برزیل است که در ایالت سائو پائولو واقع شده‌است.

## خصوصیات
ماریلیا  ۲۳۲٬۰۰۶ نفر جمعیت دارد و در ارتفاع ۶۶۰ متری از سطح دریا قرار دارد.